# Portal Tomb von Newbawn
Das Portal Tomb von Newbawn (irisch An Bábhún Nua) bei Taghmon ist eines von nur zwei Portal Tombs im County Wexford in Irland und, da von Vegetation überdeckt, in schlechtem Zustand. 
Als Portal Tombs werden Megalithanlagen in Irland und Großbritannien bezeichnet, bei denen zwei gleich hohe, aufrecht stehende Steine mit einem Türstein dazwischen die Vorderseite einer Kammer bilden, die meist mit einem zum Teil gewaltigen Deckstein bedeckt ist.
Laut dem National Monuments Record besteht es aus einem Deckstein, der auf zwei verstürzten Portalsteinen, zwei Seitensteinen und einem gespaltenen Endstein ruht. Seine ungefähren Maße sind 7,0 Meter lang, 4,0 Meter breit und 2,5 Meter hoch. 